# Heřmanův Městec
Heřmanův Městec település Csehországban, a Chrudimi járásban. Heřmanův Městec Bylany, Kostelec u Heřmanova Městce, Morašice, Načešice, Rozhovice, Klešice, Úherčice, Lány és Svinčany településekkel határos. Lakosainak száma 4960 fő (2024. január 1.).

## Népesség
A település lakosságának változását az alábbi diagram mutatja:
| Lakosok száma | 4776 | 5099 | 4649 | 3585 | 5003 | 4885 | 4845 | 4835 | 4721 | 4960 |
|               | 1869 | 1890 | 1921 | 1950 | 1980 | 2001 | 2017 | 2019 | 2022 | 2024 |